# Ampelocissus africana
Ampelocissus africana är en vinväxtart som först beskrevs av João de Loureiro, och fick sitt nu gällande namn av Merrill. Ampelocissus africana ingår i släktet Ampelocissus och familjen vinväxter. Utöver nominatformen finns också underarten A. a. migeodii.
Arten förekommer främst i östra Afrika från Uganda och Kenya till Zimbabwe och norra Moçambique. Glest fördelade fynd finns från Elfenbenskusten till Centralafrikanska republiken. Växten når i bergstrakter 1550 meter över havet. Habitatet utgörs av skogar, savanner och buskskogar. Ibland hittas arten i gräsmarker.
Beståndet hotas regionalt av skogsröjningar. Ampelocissus africana ingår i olika skyddszoner. IUCN listar arten som livskraftig (LC).